# Microscopio de campo oscuro
El microscopio de campo oscuro  (del inglés: Dark field microscope or dark ground microscope) es un microscopio que utiliza un haz enfocado de luz muy intensa en forma de un cono hueco concentrado sobre la muestra. El objeto iluminado dispersa la luz y se hace así visible contra el fondo oscuro que tiene detrás, como las partículas de polvo iluminadas por un rayo de sol que se cuela en una habitación cerrada. Por ello las porciones transparentes del espécimen quedan oscuras, mientras que las superficies y partículas se ven brillantes, por la luz que reciben y dispersan en todas las direcciones, incluida la del eje óptico que conecta el espécimen con la pupila del observador. Esta forma de iluminación se utiliza para analizar elementos biológicos transparentes y sin pigmentar, invisibles con iluminación normal, sin fijar la muestra, es decir, sin matarla. También es bastante utilizado en la observación de muestras metalográficas para la observación de detalles en superficies con alta reflectancia. 
El objetivo recibe la luz dispersa o refractada por las estructuras del espécimen. Para lograrlo, el microscopio de campo oscuro está equipado con un condensador especial que ilumina la muestra con luz fuerte indirecta. En consecuencia el campo visual se observa detrás de la muestra como un fondo oscuro sobre el cual aparecen pequeñas partículas brillantes de la muestra que reflejan parte de la luz hacia el objetivo.
El efecto es similar a las partículas de polvo que se ven en el haz de luz emanado de un proyector de diapositivas en una habitación oscura. La luz reflejada por las partículas de polvo llegan hasta la retina del ojo, lo que las hace visibles. La luz dispersa permite incluso distinguir partículas más pequeñas que el poder separador del sistema óptico usado por transparencia.
Los condensadores que se emplean en microscopía de campo oscuro son de dos tipos: del tipo paraboloide (tiene una superficie espejada), y los del tipo cardioide, con dos superficies espejadas. El empleo de uno u otro es indistinto, mediante cualquiera de ambos, la luz no incide directamente en el objetivo (este es el objetivo de estos condensadores), sino que incide con una apertura numérica mayor al óptico.